# Tha Trademarc
Tha Trademarc, pseudonimo di Mark Predka (Peabody, 21 aprile 1975), è un rapper statunitense.
Predka è noto soprattutto per aver collaborato alle realizzazione di You Can't See Me, primo album rap del wrestler John Cena, del quale è anche cugino.

## Wrestling
Nell'agosto 2007 ha partecipato al pay-per-view della Total Nonstop Action Wrestling (TNA) Hard Justice ed alla successiva puntata di iMPACT! nel ruolo di alleato di Kurt e Karen Angle. Si è inoltre occupato di modificare la musica di ingresso di Angle, aggiungendovi una parte rap.